# Хуппенкотен, Вальтер
Вальтер Хуппенкотен (нем. Walter Huppenkothen; 31 декабря 1907, Хан, Германская империя — 5 апреля 1979, Любек, ФРГ) — немецкий юрист, штандартенфюрер СС, командир полиции безопасности и СД в Люблине и Кракове.

## Биография
Вальтер Хуппенкотен родился 31 декабря 1907 года в семье мастера цеха. Посещал гимназию в Опладене. Впоследствии изучал политические науки и право в университетах Кёльна и Дюссельдорфа. В 1931 году сдал первый государственный экзамен по праву, 7 ноября 1934 года — второй. 
1 мая 1933 года вступил в НСДАП (билет № 1950150). В 1934 году поступил на службу в секцию СД в Дюссельдорфе. Хуппенкотен был представителем по вопросам прессы и культурным связям. 1 декабря 1935 года был принят в аппарат гестапо. В октябре 1936 года ему был присвоен чин правительственного асессора, и он стал заместителем начальника отделения гестапо в Кёнигсберге, а с 1937 года был руководителем отделения гестапо в Люнебурге. 
В марте 1939 года участвовал во вторжении в Чехословакию и был заместителем руководителя одной из айнзацгрупп. В начале июля 1939 года ему было поручено провести с Гейдрихом встречу, посвящённую формированию пяти айнзацгрупп для вторжения в Польшу. 6 сентября 1939 года вместе с штабом айнзацгруппы 1 под руководством Бруно Штреккенбаха выдвинулся из Вены. 7 сентября 1939 года он достиг Кракова, где занял должность офицера связи между айнзацгруппой 1 и 14-й армией. Когда айнзацгруппы были расформированы в ноябре 1939 года была создана гражданская администрация и Хуппенкотен некоторое время занимал должность командира полиции безопасности СД в Кракове. В феврале 1940 года был переведён в Люблин, где стал первым руководителем отделения гестапо, а позже — командиром полиции безопасности и СД. Бывшие члены айнзацгрупп теперь осуществляли в Польше массовые убийства: Хуппенкоттен был ответственным за использование принудительного труда, поскольку СС планировало построить гигантскую «Восточную стену» в этом регионе и за заключение люблинских евреев в гетто. 
В начале июля 1941 года был переведён в главное управление имперской безопасности в Берлине и стал преемником Вальтера Шелленберга, возглавив группу E (полицейская контрразведка) IV управления РСХА. Вскоре Хуппенкотен был повышен до заместителя Генриха Мюллера на посту начальника пограничной полиции и стал принимать участия в ежедневных совещаниях начальника РСХА Эрнста Кальтенбруннера. В 1942 году Хуппенкотен женился и в 1945 году у пары родился сын.
После провала Июльского заговора входил в состав специальной комиссии. В его личном деле подчёркивались «особые заслуги» в «устранении группировки людей, совершивших заговор против Гитлера 20 июля 1944 года». Он составил всеобъемлющий отчёт о движении сопротивления, который был выпущен в трёх экземплярах, однако потом не сохранился. В начале апреля 1945 года выступал в качестве обвинителя на состоявшемся процессе против адмирала Вильгельма Канариса, юриста Ганса фон Донаньи, генерала-майора Ганса Остера, капитана Людвига Гере и других участниках заговора. Защиты обвиняемые не получили. В итоге все они были приговорены к смертной казни и казнены.

### После войны
После капитуляции Германии попал в американский плен в Верхней Баварии, будучи военнослужащим 38-й гренадерской дивизии СС «Нибелунген» С лета 1945 и до 27 января 1949 года находился в американском лагере для интернированных лиц Кемп Кинг. 1 декабря 1949 года был вновь арестован по обвинению в пособничестве к убийству лиц, участвовавших в июльском заговоре, и заключённых концлагерей. Хуппенкотена защищал Альфред Зайдль. В окружном суде Мюнхена проходили судебные разбирательства, на которых он дважды был оправдан. 15 октября 1955 года земельным судом Аугсбурга был приговорён к 6 годам тюремного заключения. 7 февраля 1959 года был освобождён досрочно из тюрьмы в Кайсхайме. После освобождения благодаря адвокату Эрнсту Ахенбаху получил должность юриста-экономиста. Он жил и работал в качестве служащего страховой кампании сначала в Мангейме, потом в Мюльхайм-ан-дер-Руре, а затем в Кёльне. В 1961 году по просьбе израильского суда давал показания по делу Адольфа Эйхмана. Хуппенкотен предпочёл давать письменные показания на территории ФРГ. Умер 5 апреля 1979 года в Любеке.